# Westermannia convergens
Westermannia convergens är en fjärilsart som beskrevs av George Francis Hampson 1902. Westermannia convergens ingår i släktet Westermannia och familjen trågspinnare. Inga underarter finns listade i Catalogue of Life.